# Travertinová kupa
Travertinová kupa je přírodní památka na východním okraji obce Tuchořice v okrese Louny. Chráněné území je ve správě Krajského úřadu Ústeckého kraje. Důvodem ochrany je paleontologické naleziště s výskytem kosterních zbytků třetihorních šelem a měkkýšů.

## Historie
Hlavní geologický profil byl pojmenován na počest badatelů Augusta E. Reusse a Eduarda Suesse pojmenován jako profil Reusse a Suesse.

## Přírodní poměry
Chráněné území se nachází na jihovýchodním okraji Tuchořic u silnice na Markvarec u čp. 36 a je vzdáleno asi 400 m jižně od bývalého lomu chráněného jako přírodní památka Miocenní sladkovodní vápence. Travertinová kupa je významným paleontologickým nalezištěm s výskytem kosterních zbytků třetihorních obratlovců, měkkýšů a subtropických vyšších rostlin. Veřejnosti je chráněné území přístupné po cestě, která vede k domu čp. 36.

### Geologie
Kupa vznikala ve starším miocénu v době před dvaceti až sedmnácti milióny lety. Tehdy zde na povrch vyvěraly teplé prameny (do 30 ˚C), jejichž voda se v podzemí obohatila o rozpuštěné látky z křídových hornin, které se v těsné blízkosti pramenů opět ukládaly v podobě travertinu. Paleontologická lokalita pak vznikla tak, že u pramenů nejspíše docházelo k výronům oxidu uhličitého, v němž se některá zvířata mohla udusit. Zároveň okolí pramenů sloužilo jako loviště šelem, které zde zanechaly část kořisti.

### Paleontologie

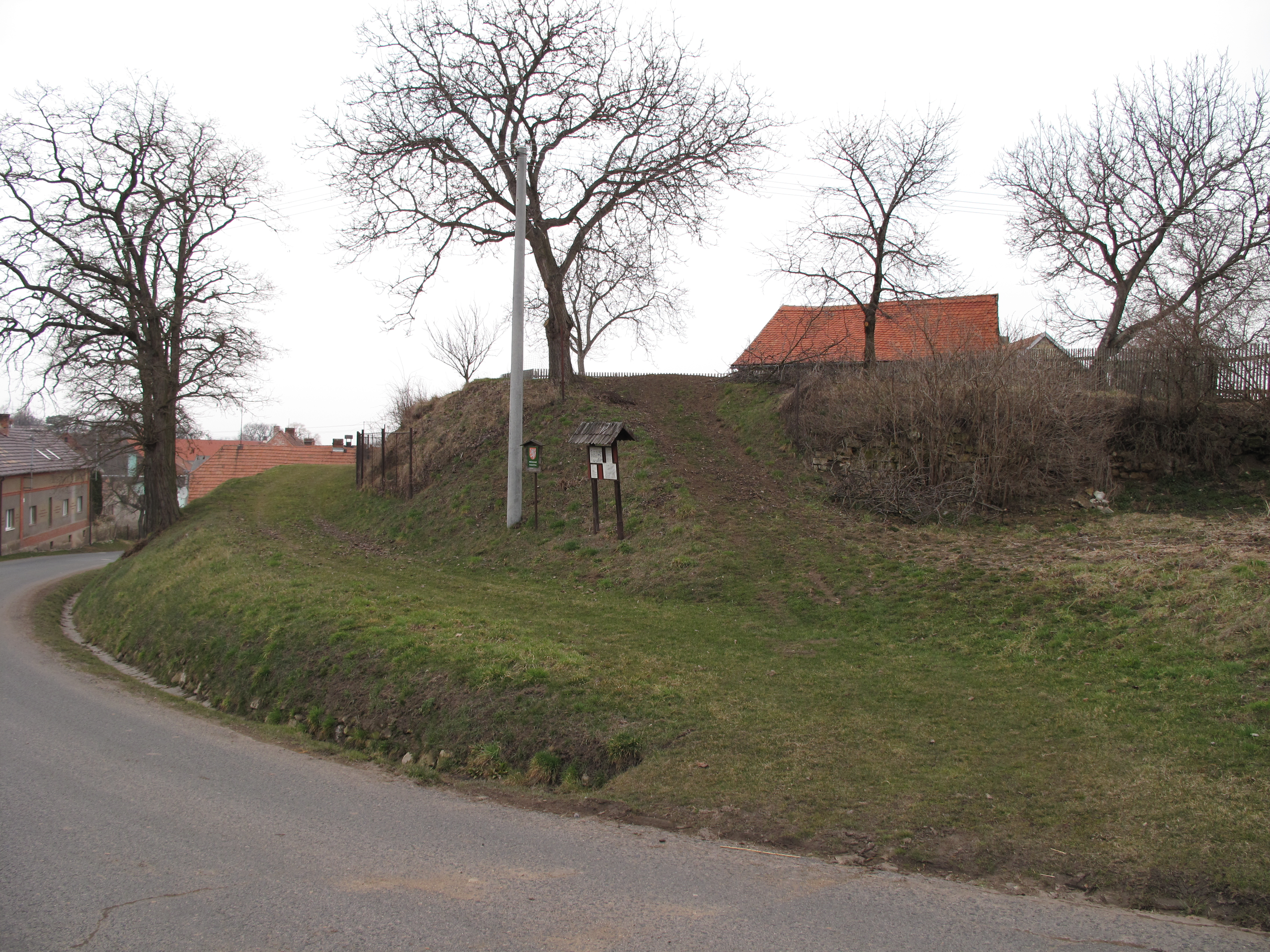
Celkový pohled na travertinovou kupu na kraji obce

Prameny vyvěraly v pralesovitém porostu tvořeném tehdejšími druhy dubů (Quercus), javorů (Acer), jilmů (Ulmus), habrů (Carpinus) a vrb (Salix), ale rostly v něm také zástupci ořešáků (Juglans), břestovců (Celtis), fíkovníků (Ficus), vavřínu (Laurus), liliovníků (Liriodendron), skořicovníku (Cinnamomum), magnólií (Magnolia), sekvojí, jinanů (Ginkgo biloba) a dalších druhů.
V horninách travertinové kupy a v jejím bezprostředním okolí jsou zachovány drobné kosti zvířat. Byly zde nalezeny pozůstatky několika druhů savců: 4 druhy patří mezi kopytníky, 3 jsou hlodavci, 3 hmyzožravci, 1 vačnatec a 6 šelem. Kromě zbytků živočichů se zde vyskytují i pozůstatky subtropické flóry. Byly zde objeveny zbytky listů i plodů stromů a listy trav. Mezi nejzajímavější nálezy patří semena datlovníku. Podobný nález byl učiněn v Evropě zatím jenom u Halle v Německu.